# 小行星12093
小行星12093（12093 Chrimatthews）是一颗绕太阳运转的小行星，为主小行星带小行星。该小行星于1998年4月21日发现。

## 轨道参数
小行星12093的轨道半长轴为2.3871923 UA，离心率为0.028。